# The Enemy
The Enemy – brytyjski zespół rockowy, który tworzą Tom Clarke, Liam Watts i Andy Hopkins. Zaczęli swoją karierę w 2006 roku, kiedy mieli po szesnaście lat. Debiutancki album zespołu We’ll Live and Die in These Towns został wydany w 2007 roku. Dwa lata później ukazała się druga długogrająca płyta Music for the People.

## Historia
Liam Watts pochodzi z Keresley/Holbrooks, Coventry. Basista Adrew Hopkins z Eastern Green, Coventry, gdzie uczęszczał do szkoły podstawowej Eastern Green Junior. Wokalista Tom Clarke pochodzi z Castle Bromwich, Birmingham/Solihull.
Zespół poznał swojego pierwszego menadżera, Johna Dawkinsa przez ciotkę Liama Wattsa, która pracowała u jednego z członków rodziny Dawkinsa. Dzięki jego znajomościom zespołowi udało się tanio wynająć studio u producenta Matta Terryego, który wyprodukował ich pierwsze trzy piosenki: „Heart Attack”, „Had Enough” oraz „40 Days and 40 Nights”. Dawkins przekazał te nagrania do Davida Bianchiego, który zajmował się wyszukiwaniem talentów w wytwórni Warner.
Zespół supportował The Fratellis, Kasabian, Ash i Manic Street Preachers na ich trasie koncertowej po Wielkiej Brytanii, Stereophonics na trasie koncertowej w listopadzie 2007 roku oraz The Rolling Stones podczas ostatniej nocy koncertowej ich trasy po Europie na O2 Arena w Londynie.

## Dyskografia

### Albumy
- We’ll Live and Die in These Towns (2007)
- Music for the People (2009)

### Single
- „40 Days and 40 Nights” (2006)
- „It’s Not OK” (2007)
- „Away from Here” (2007)
- „Had Enough” (2007)
- „You’re Not Alone” (2007)
- „We’ll Live and Die in These Towns” (2007)
- „This Song” (2008)
- „This Song” (2008)
- „No Time for Tears” (2009)
- „Sing When You’re in Love” (2009)
- „Be Somebody” (2009)